# 크림 소다

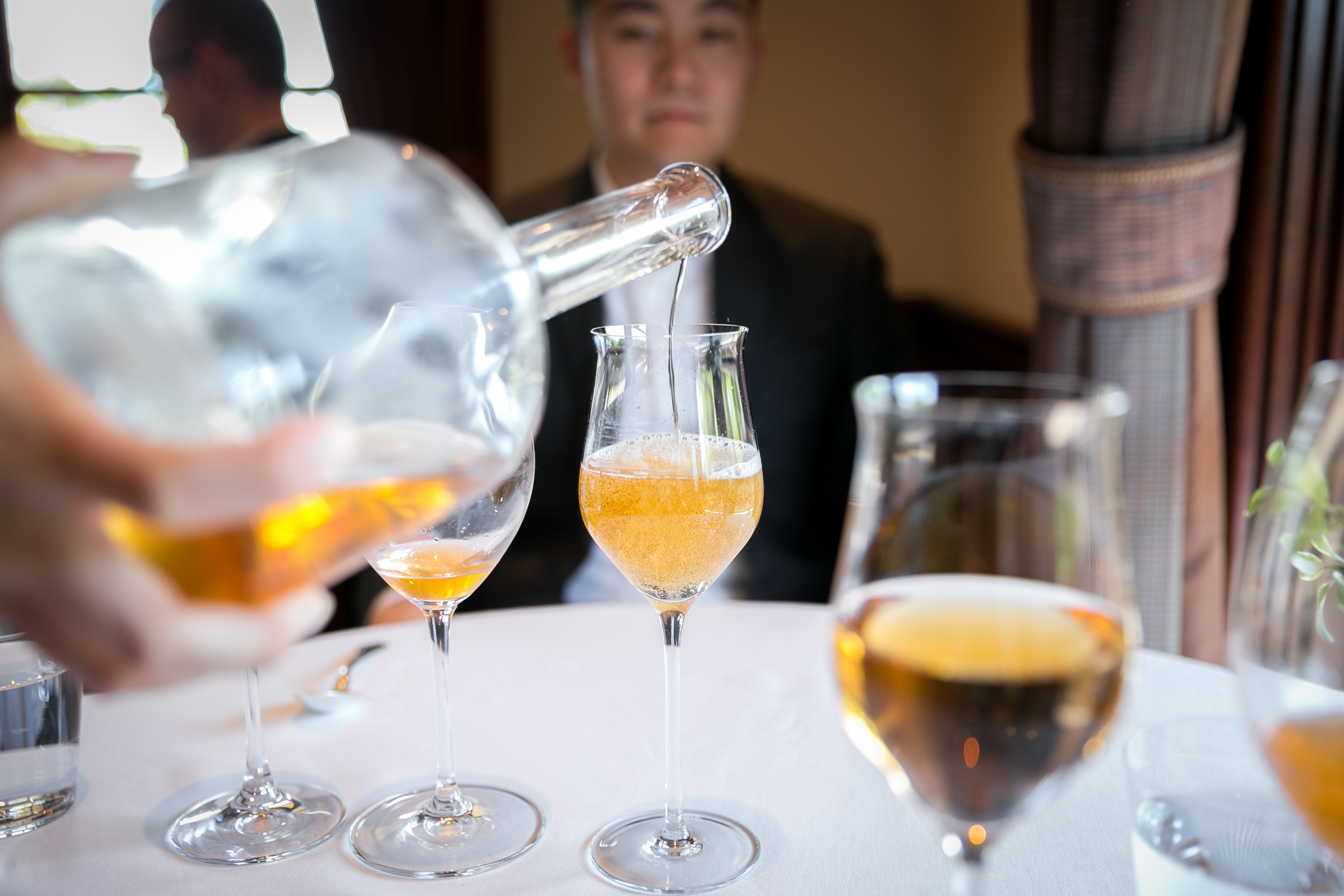
크림 소다

크림 소다(영어: cream soda)는 달콤한 청량 음료의 종류 중 하나다. 일반적으로 바닐라 향이 나고 아이스크림 플로트의 맛을 기반으로 하며 전 세계적으로 다양한 종류가 있다.